# Navia serrulata
Navia serrulata  (лат.) — вид однодольных растений семейства Бромелиевые (Bromeliaceae), рода Навия (Navia). Вид описан ботаником Л. Смитом, описание было опубликовано в журнале Memoirs of The New York Botanical Garden в 1957 году. Является растением-эндемиком Венесуэлы. Выделяют три подвида.